# Pomadasys stridens
Pomadasys stridens (Forsskål, 1775), noto in italiano come grugnitore a tre bande o pesce porcellino, è un pesce osseo marino della famiglia Haemulidae.

## Distribuzione e habitat
Questa specie ha un ampio areale che comprende le parti tropicali degli oceani Indiano e Pacifico, compreso il mar Rosso da cui è penetrato nel mar Mediterraneo attraverso il canale di Suez (migrazione lessepsiana). Attualmente si incontra sulle coste dal Libano all'Egitto. È stato pescato un solo esemplare in acque italiane, a Savona nel 1969.
Vive su fondi sabbiosi a bassa profondità.

## Descrizione
Ha forma generale simile a quella del grugnitore bastardo, ma è più slanciato, con occhi e bocca più grandi e pinna dorsale con incisione più profonda.
La colorazione è argentata con alcune strisce brune longitudinali. Una macchia scura è presente nella parte alta dell'opercolo branchiale.
Non supera i 25 cm di lunghezza.

## Biologia
Vive in fitti banchi. Si nutre di invertebrati.
Emette suoni simili a grugniti quando viene estratto dall'acqua.